# Ehrendingen
Ehrendingen (schweizertyska: Äredinge) är en ort och kommun i distriktet Baden i kantonen Aargau, Schweiz. Kommunen har 4 906 invånare (2023).
Orten Ehrendingen består av ortsdelarna Oberehrendingen och Unterehrendingen som fram till den 1 januari 2006 var självständiga kommuner. 